# Greta Knutson
Greta Knutson (som gift Greta Knutson-Tzara), född 10 november 1899 i Hedvig Eleonora församling i Stockholm, död 6 mars 1983 i Paris, var en svensk modernistisk målare, poet och konstkritiker. Hon var tidigt en del av den franska dada-rörelsen och surrealismen.

## Liv och verksamhet
Under sent 1910-tal studerade Greta Knutson på Carl Wilhelmsons målarskola i Stockholm. Maja Bergh skriver att Knutson var den bästa eleven och någon hon såg upp till. Knutson fortsatte sedan sina studier vid Kungliga konsthögskolan i Stockholm. I början av 1920-talet flyttade hon till Paris där hon studerade för André Lhote. År 1923 eller 1924 träffade hon poeten Tristan Tzara och gifte sig med honom 8 augusti 1925. Paret fick en son, Christophe Tzara (1927–2018).

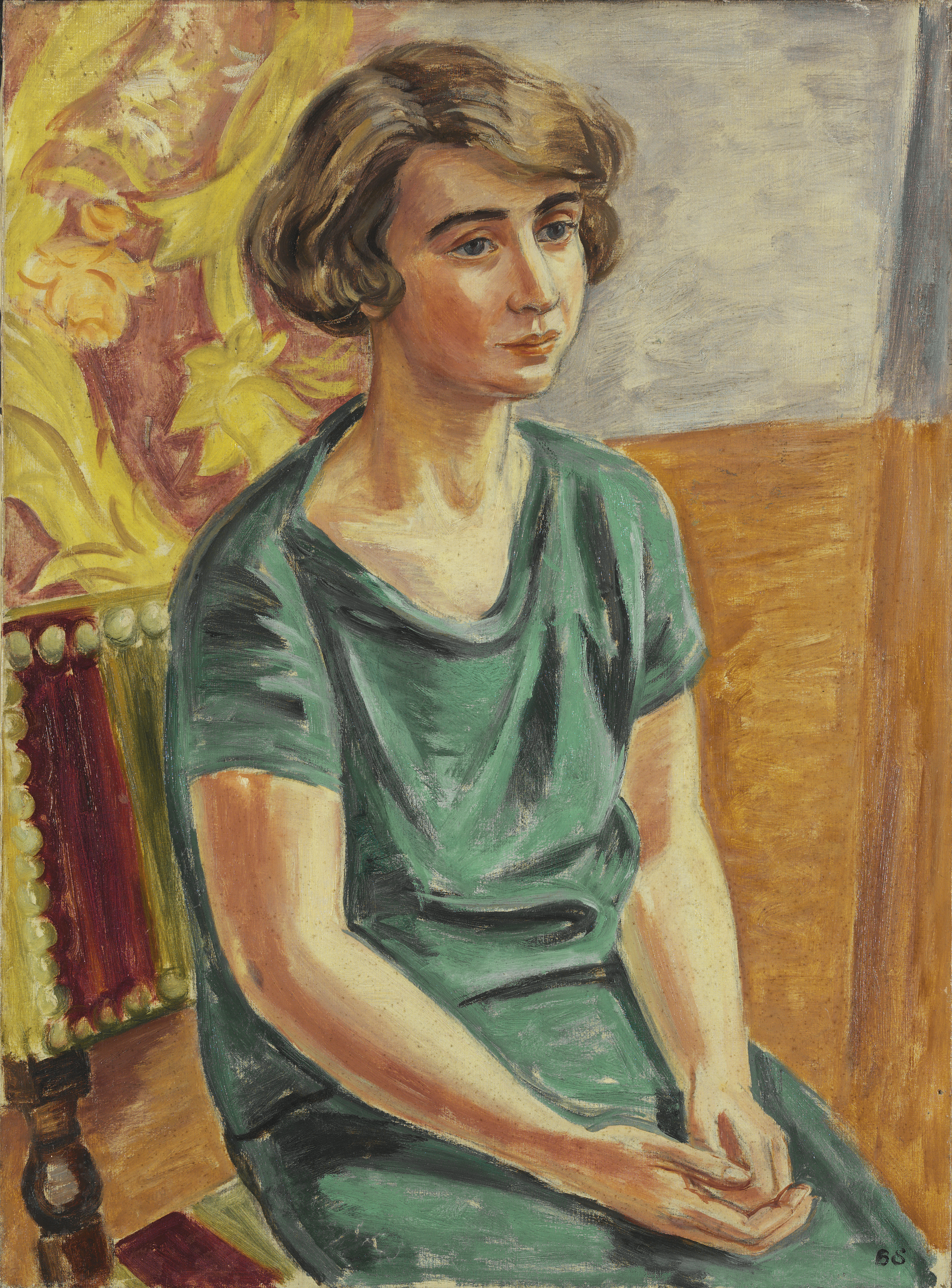
Birger Simonsson: Konstnären Greta Knutson, 80 x 59 cm, Nationalmuseum i Stockholm.

Med pengar från Knutsons arv byggde paret Tzara ett hus i Montmartre, ritat av arkitekten Adolf Loos. Knutson blev dock tvungen att modifiera ritningarna eftersom Loos inte hade planerat för hennes ateljé. Detta hus blev under en period samlingspunkten för unga författare och konstnärer, i synnerhet surrealister. Vid denna tid publicerade hon fyra dikter utan titel (Poèmes I-IV) i tidskriften Orbes, och dikterna Främmande land och Passionsblomma i surrealistgruppens tidskrift Le surréalisme au service de la révolution. Kring 1937 gick paret skilda vägar men de skilde sig officiellt först 25 oktober 1942. Hon bröt även med surrealisterna och intresserade sig istället för fenomenologi och speciellt filosoferna Edmund Husserl och Martin Heidegger.
Knutson var en produktiv skribent, bland annat som konstkritiker. Före andra världskriget skrev hon exempelvis för den svenska tidskriften Konstrevy. Senare i livet författade hon även kortromaner och prosadikter. Tillsammans med Gunnar Ekelöf översatte hon svensk litteratur till franska och fransk litteratur till svenska. Ett exempel på det senare är den första svenska antologin med surrealistiska poeter i ett nummer av spektrum 1933. Knutson översatte även många kända författare till franska från italienska, spanska och tyska, exempelvis Hölderlin och Pablo Neruda.
Visserligen skrev hon under större delen av sitt liv, men det var först i slutet av 1970-talet som hon åter började publicera texter, företrädesvis prosadikter och noveller, på franska och tyska. Hennes lyrik samlades i bokform mot slutet av hennes liv – på tyska – i Bestien (1980) och kort efter hennes död på franska i Lunaires (1985). Texterna var huvudsakligen skrivna på franska. Hon översatte dem själv till tyska, men i vissa fall omvänt, från tyska till franska. Ett urval av dessa dikter finns utgivna i svensk översättning av Lasse Söderberg i volymen Månstycken (2006). Hon är representerad med dikten Pêche lunaire eller Moon Fishing som den heter i den omfattande engelskspråkiga antologin The Yale Anthology of Twentieth-Century French Poetry (2004).
Som bildkonstnär är Greta Knutson representerad på MoMA med ett lekfullt kollektivt så kallat cadavre exquis från omkring 1933, en surrealistisk målning utförd tillsammans med Valentine Hugo, André Breton och Tristan Tzara. Hon finns även representerad med ett stilleben på Göteborgs konstmuseum, Nationalmuseum och Moderna Museet i Stockholm.

## Litterära verk
- Bestien, översättning från franska till tyska av Greta Knutson (Berlin: Medusa-Verl. Wölk u. Schmid, 1980)
- Lunaires (Paris: Flammarion, 1985)
- Månstycken, i svensk översättning av Lasse Söderberg (ellerströms, 2006)